# Jakub Mącznik
Jakub Mącznik (ur. 4 grudnia 1905 w Łodzi, zm. 10 maja 1945 w Ebensee) – polski ilustrator synagog i malarz pochodzenia żydowskiego, przedstawiciel École de Paris.

## Życiorys
Mącznik urodził się w Łodzi, wychowywał się zaś na Bałutach. Był jednym z siedmiorga dzieci aleksandrowskiego chasyda pracującego jako lakiernik mebli i w dzieciństwie uczył się w chederze. Z czasem z rodzicami przeniósł się podczas I wojny światowej do wsi Potok koło Kielc, w których zainteresował się teatrem i uczestniczył przedstawieniach teatralnych. W 1921 powrócił do Łodzi. W 1922 przeniósł się do Warszawy, gdzie ukończył Akademię Sztuk Pięknych. Następnie w 1928 powrócił do Łodzi, gdzie zaczął malować również swoje pierwsze obrazy i ożenił się z Sonią – córką krawca. W tym samym roku małżeństwo przeniosło się do Paryża, gdzie mieszkali w hotelu. Mącznik w Paryżu realizował się artystycznie, a jego żona pracowała w fabryce skórzanych płaszczy utrzymując rodzinę, gdyż obrazy Mącznika nie sprzedawały się.
Prace Mącznika były wystawiane po raz pierwszy jesienią 1931 w Paryżu, na wystawie w galerii Jeune Europe organizowanej przez Antonio Aniante. Jego prace ponownie wystawiano w tej samej galerii od 15 października do 1 listopada 1932. W 1932 lub 1937 jego dzieła wystawiane były w Federacji Towarzystw Żydowskich, następnie w październiku i listopadzie 1935 w Galerie d’Art Jack w Nevers, wraz pracami Emmanuel Mané-Katz, Samson Flexor i Isaac Dobrinsky, a także na wystawie w salonie w Tuileries w 1939.
Mącznik w Paryżu poznał dziennikarza, polskiego żyda Hersza Fenstera (1892–1964), któremu wiosną 1937 zaproponował wspólne utworzenie publikacji nt. polskich synagog, co było spowodowane rosnącym antysemityzmem i w związku z nim obawą, że synagogi mogą zostać zniszczone (co wówczas działo się w Niemczech). Fenster miał zostać autorem tekstu, Mącznik zaś miał je ilustrować. Mącznik w pierwszej kolejności wyjechał do Pragi by namalować Synagogę Staronową, następnie mężczyźni wyjechali do Polski, objeżdżając polskie miasta, w tym m.in.: Tarnów, Przeworsk, Rzeszów, Sandomierz, Baranów, Kurów, Zawichost i Łódź, w których nawiązywali kontakty z żydowskimi organizacjami i głosili o konieczności ratowania żydowskiego dziedzictwa przed zniszczeniem oraz upamiętniając żydowskie dziedzictwo. Mącznik w związku z brakiem pieniędzy powrócił do Paryża z 10 obrazami, uprzednio planując namalować co najmniej 40. Notatki Fenstera nie zachowały się, natomiast istnieją 2 folio zawierające fotografie Mącznika.
W czasie II wojny światowej Mącznik zaangażował się w działalność francuskiego ruch oporu. Został aresztowany wraz z żoną 1 października 1943. 5 października małżeństwo zostało wywiezione do obozu w Drancy, a następnie deportowane 28 października 1943 do Auschwitz. 25 stycznia 1945 Mącznik został wysłany do Mathausen, do jego podobozu w Ebensee, gdzie dotarł 29 stycznia 1945. 6 maja 1945 obóz został wyzwolony przez aliantów. Mącznik zmarł 10 maja w Ebensee. Większość prac Mącznika została zniszczona przez nazistów. Te które przetrwały znajdują się w prywatnych kolekcjach oraz w Musée d’Art et d’Histoire du Judaïsme w Paryżu.